# Umbria Volley
Umbria Volley war ein italienischer Männer-Volleyballverein aus San Giustino in der Provinz Perugia (Region Umbrien), der in der italienischen Serie A spielte.
Umbria Volley wurde 2001 als Perugia Volley gegründet und spielt seit 2002 in der höchsten italienischen Spielklasse „Serie A1“. 2007/08 war Robert Kromm in Perugia aktiv. 2009/10 gelang Perugia Volley mit Stefan Hübner der Gewinn des Challenge Cups durch ein 3:0 im Finale gegen HAOK Mladost Zagreb.
Zur Saison 2010/11 erfolgte der Umzug von Perugia nach San Giustino und die Umbenennung in Umbria Volley. Die Mannschaft, die in der Serie A als Energy Resources San Giustino startete, wurde 2010/11 durch die beiden deutschen Nationalspieler Patrick Steuerwald und Sebastian Schwarz verstärkt. 2012 wurde die Mannschaft zurückgezogen.